# Kōnin
Kōnin (光仁天皇, Kōnin-tennō), född 708, död 782, var regerande kejsare av Japan mellan 770 och 781. 